# Grand Prix Španělska 1996
Grand Prix Španělska 1996 (XXXVIII Gran Premio de España Telefónica), 7. závod 47. ročníku mistrovství světa jezdců Formule 1 a 38. ročníku poháru konstruktérů, historicky již 588. grand prix, se již tradičně odehrála na okruhu v Barceloně.

## Výsledky

### Kvalifikace
| Pořadí | Číslo | Pilot                 | Konstruktér        | Čas      | Odstup |
| ------ | ----- | --------------------- | ------------------ | -------- | ------ |
| 1      | 5     | Damon Hill            | Williams-Renault   | 1:20.650 |        |
| 2      | 6     | Jacques Villeneuve    | Williams-Renault   | 1:21.084 | +0.434 |
| 3      | 1     | Michael Schumacher    | Ferrari            | 1:21.587 | +0.937 |
| 4      | 3     | Jean Alesi            | Benetton-Renault   | 1:22.061 | +1.411 |
| 5      | 4     | Gerhard Berger        | Benetton-Renault   | 1:22.125 | +1.475 |
| 6      | 2     | Eddie Irvine          | Ferrari            | 1:22.333 | +1.683 |
| 7      | 11    | Rubens Barrichello    | Jordan-Peugeot     | 1:22.379 | +1.729 |
| 8      | 9     | Olivier Panis         | Ligier-Mugen-Honda | 1:22.685 | +2.035 |
| 9      | 14    | Johnny Herbert        | Sauber-Ford        | 1:23.027 | +2.377 |
| 10     | 7     | Mika Häkkinen         | McLaren-Mercedes   | 1:23.070 | +2.420 |
| 11     | 15    | Heinz-Harald Frentzen | Sauber-Ford        | 1:23.195 | +2.545 |
| 12     | 19    | Mika Salo             | Tyrrell-Yamaha     | 1:23.224 | +2.574 |
| 13     | 17    | Jos Verstappen        | Footwork-Hart      | 1:23.371 | +2.721 |
| 14     | 8     | David Coulthard       | McLaren-Mercedes   | 1:23.416 | +2.766 |
| 15     | 12    | Martin Brundle        | Jordan-Peugeot     | 1:23.438 | +2.788 |
| 16     | 18    | Ukjó Katajama         | Tyrrell-Yamaha     | 1:24.401 | +3.751 |
| 17     | 10    | Pedro Diniz           | Ligier-Mugen-Honda | 1:24.468 | +3.818 |
| 18     | 20    | Pedro Lamy            | Minardi-Ford       | 1:25.274 | +4.624 |
| 19     | 21    | Giancarlo Fisichella  | Minardi-Ford       | 1:25.531 | +4.881 |
| 20     | 16    | Ricardo Rosset        | Footwork-Hart      | 1:25.621 | +4.971 |
| DNQ    | 22    | Luca Badoer           | Forti-Ford         | 1:26.615 | +5.965 |
| DNQ    | 23    | Andrea Montermini     | Forti-Ford         | 1:27.358 | +6.708 |

### Závod
| Pořadí | Číslo | Jezdec                | Konstruktér        | Kola | Čas/odstoupení | Start | Body |
| ------ | ----- | --------------------- | ------------------ | ---- | -------------- | ----- | ---- |
| 1      | 1     | Michael Schumacher    | Ferrari            | 65   | 1:59:49.307    | 3     | 10   |
| 2      | 3     | Jean Alesi            | Benetton-Renault   | 65   | +45.302        | 4     | 6    |
| 3      | 6     | Jacques Villeneuve    | Williams-Renault   | 65   | +48.388        | 2     | 4    |
| 4      | 15    | Heinz-Harald Frentzen | Sauber-Ford        | 64   | +1 Lap         | 11    | 3    |
| 5      | 7     | Mika Häkkinen         | McLaren-Mercedes   | 64   | +1 kolo        | 10    | 2    |
| 6      | 10    | Pedro Diniz           | Ligier-Mugen-Honda | 63   | +2 kola        | 17    | 1    |
| Ret    | 17    | Jos Verstappen        | Footwork-Hart      | 47   | Vyjetí z tratě | 13    |      |
| Ret    | 11    | Rubens Barrichello    | Jordan-Peugeot     | 45   | Diferenciál    | 7     |      |
| Ret    | 4     | Gerhard Berger        | Benetton-Renault   | 44   | Vyjetí z tratě | 5     |      |
| Ret    | 14    | Johnny Herbert        | Sauber-Ford        | 20   | Vyjetí z tratě | 9     |      |
| Ret    | 12    | Martin Brundle        | Jordan-Peugeot     | 17   | Diferenciál    | 15    |      |
| DSQ    | 19    | Mika Salo             | Tyrrell-Yamaha     | 16   | Diskvalifikace | 12    |      |
| Ret    | 5     | Damon Hill            | Williams-Renault   | 10   | Vyjetí z tratě | 1     |      |
| Ret    | 18    | Ukjó Katajama         | Tyrrell-Yamaha     | 8    | Elektronika    | 16    |      |
| Ret    | 2     | Eddie Irvine          | Ferrari            | 1    | Vyjetí z tratě | 6     |      |
| Ret    | 9     | Olivier Panis         | Ligier-Mugen-Honda | 1    | Kolize         | 8     |      |
| Ret    | 21    | Giancarlo Fisichella  | Minardi-Ford       | 1    | Kolize         | 19    |      |
| Ret    | 8     | David Coulthard       | McLaren-Mercedes   | 0    | Kolize         | 14    |      |
| Ret    | 16    | Ricardo Rosset        | Footwork-Hart      | 0    | Kolize         | 20    |      |
| Ret    | 20    | Pedro Lamy            | Minardi-Ford       | 0    | Kolize         | 18    |      |
| DNQ    | 22    | Luca Badoer           | Forti-Ford         |      | Pravidlo 107 % | 21    |      |
| DNQ    | 23    | Andrea Montermini     | Forti-Ford         |      | Pravidlo 107 % | 22    |      |

## Průběžné pořadí šampionátu
Pohár jezdců
| Pořadí | Jezdec             | Body |
| ------ | ------------------ | ---- |
| 1      | Damon Hill         | 43   |
| 2      | Michael Schumacher | 26   |
| 3      | Jacques Villeneuve | 26   |
| 4      | Jean Alesi         | 17   |
| 5      | Olivier Panis      | 11   |

Pohár konstruktérů
| Pořadí | Konstruktér        | Body |
| ------ | ------------------ | ---- |
| 1      | Williams-Renault   | 69   |
| 2      | Ferrari            | 35   |
| 3      | Benetton-Renault   | 24   |
| 4      | McLaren-Mercedes   | 18   |
| 5      | Ligier-Mugen-Honda | 12   |